# Liste der Kulturdenkmale in Bautzen

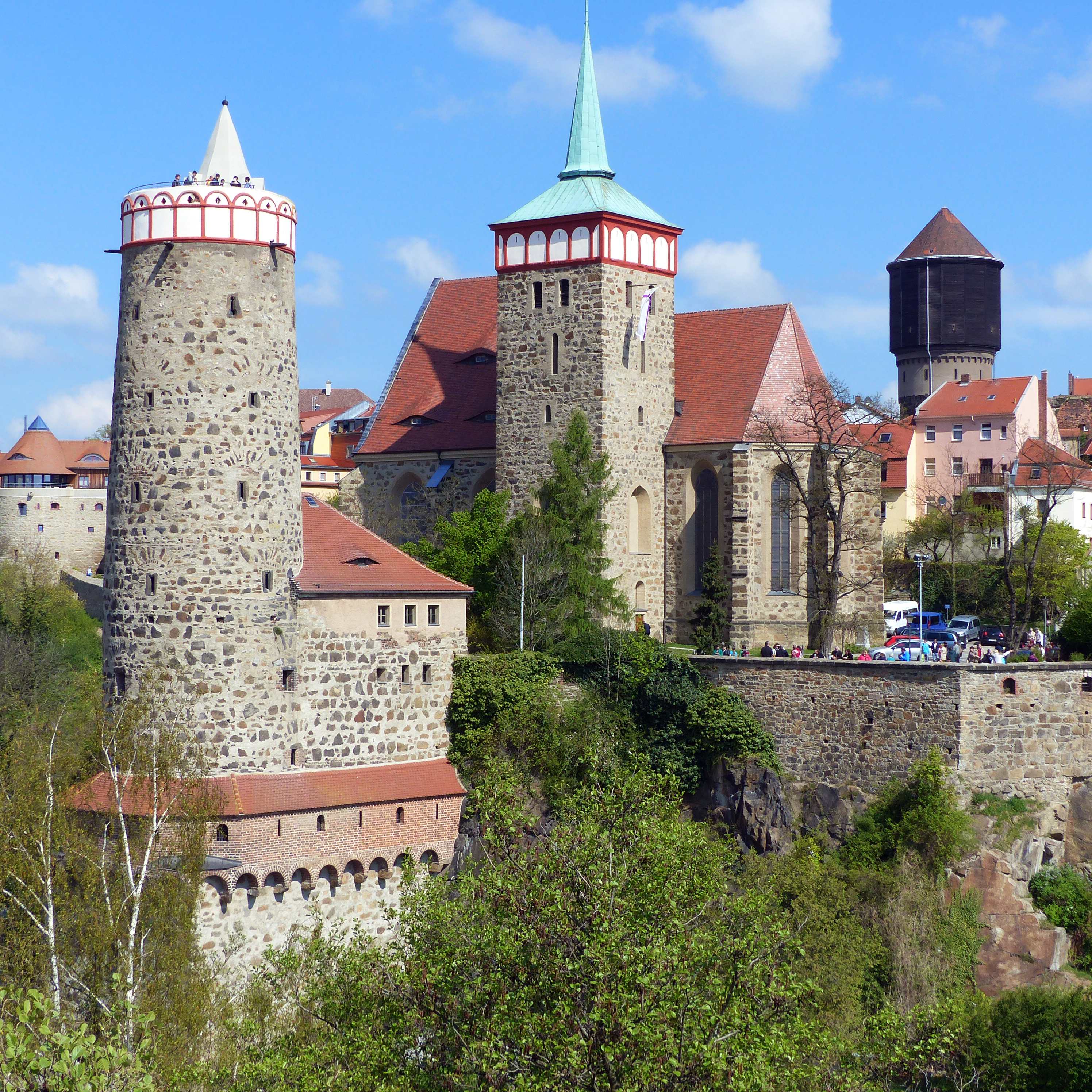
Alte Wasserkunst, Michaeliskirche, Wasserturm

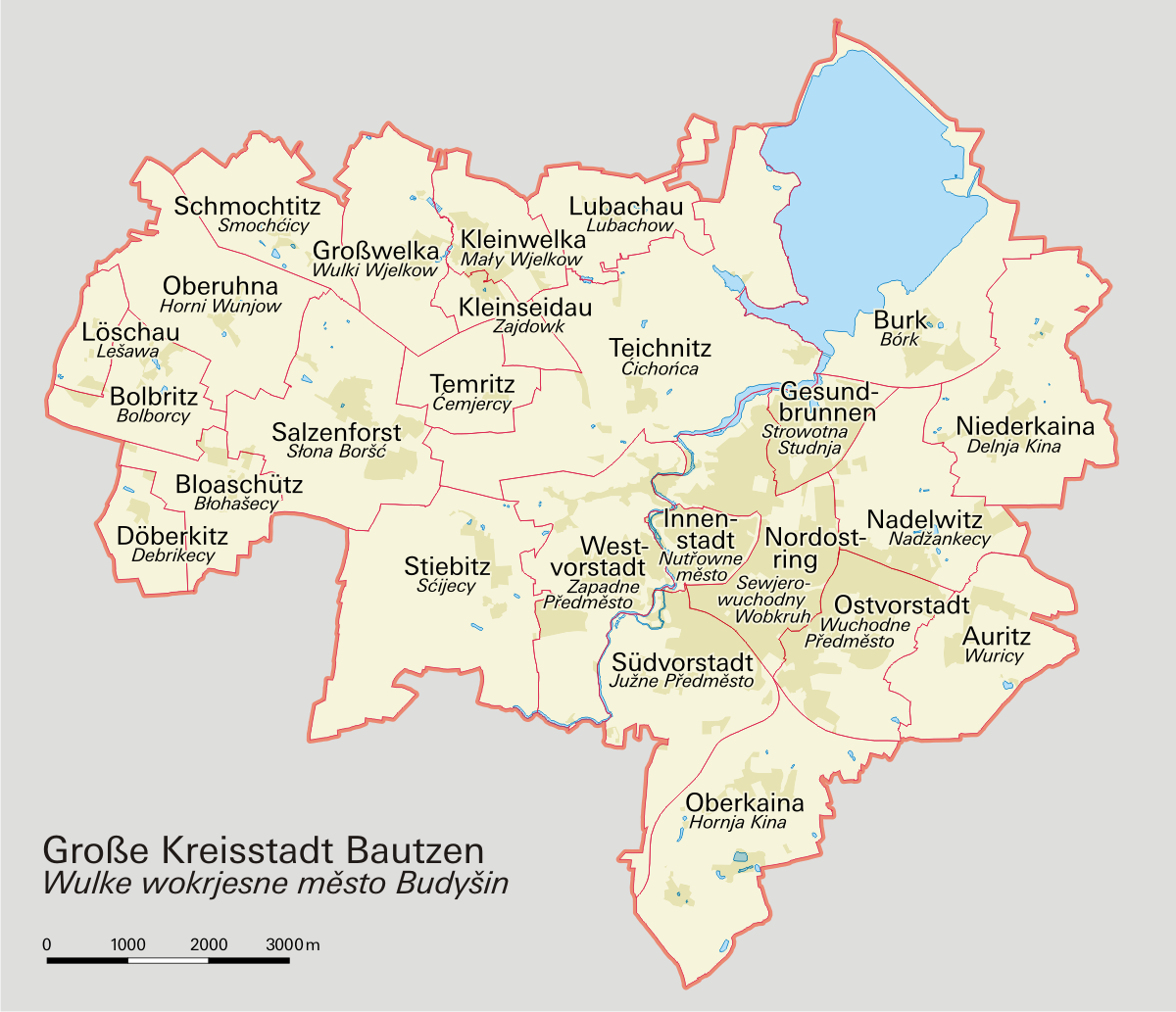
Die Stadtteile Bautzens

Die Liste der Kulturdenkmale in Bautzen umfasst die Kulturdenkmale der sächsischen Kreisstadt Bautzen.
Diese Aufzählung ist eine Teilmenge der Liste der Kulturdenkmale im Landkreis Bautzen.

## Aufteilung
In Bautzen sind rund 1180 Kulturdenkmale erfasst. Daher ist diese Liste in 25 Teillisten nach Stadt- und Ortsteilen aufgeteilt.
| Lage          | Kulturdenkmale in Bautzen-… |
| ------------- | --------------------------- |
| Auritz        | Auritz                      |
| Bloaschütz    | Bloaschütz                  |
| Bolbritz      | Bolbritz                    |
| Burk          | Burk                        |
| Döberkitz     | Döberkitz                   |
| Gesundbrunnen | Gesundbrunnen               |
| Großwelka     | Großwelka                   |
| Innenstadt    | Innenstadt, A–K             |
| Innenstadt    | Innenstadt, L–Z             |
| Kleinseidau   | Kleinseidau                 |
| Kleinwelka    | Kleinwelka                  |
| Löschau       | Löschau                     |
| Lubachau      | Lubachau                    |
| Nadelwitz     | Nadelwitz                   |

| Lage         | Kulturdenkmale in Bautzen-… |
| ------------ | --------------------------- |
| Niederkaina  | Niederkaina                 |
| Nordostring  | Nordostring                 |
| Oberkaina    | Oberkaina                   |
| Oberuhna     | Oberuhna                    |
| Ostvorstadt  | Ostvorstadt                 |
| Salzenforst  | Salzenforst                 |
| Schmochtitz  | Schmochtitz                 |
| Stiebitz     | Stiebitz                    |
| Südvorstadt  | Südvorstadt                 |
| Teichnitz    | Teichnitz                   |
| Temritz      | Temritz                     |
| Westvorstadt | Westvorstadt                |